# Euphorbia psammophila
Euphorbia psammophila là một loài thực vật có hoa trong họ Đại kích. Loài này được Ule mô tả khoa học đầu tiên năm 1908.

## Hình ảnh

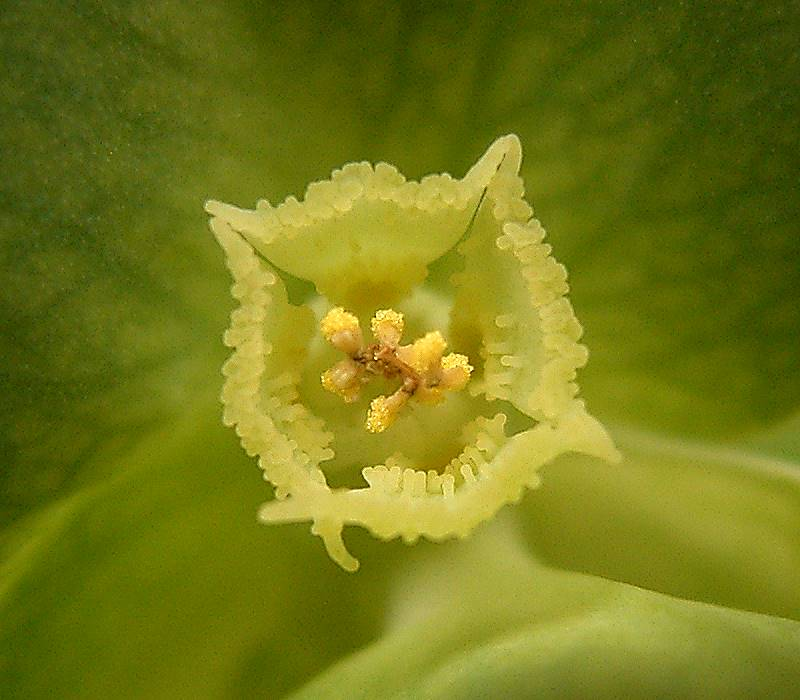